# 中丸新将
中丸 新将（なかまる しんしょう、1949年4月25日 - ）は、日本の俳優。身長172cm。血液型はO型。神奈川県横浜市出身。本名及び旧芸名は中丸 信。レトルに所属。

## 来歴・人物
実家はガス会社の下請けを請け負っていた。幼い頃から演劇に興味を持ち、祖父の影響から映画に触れる機会が多かったという（小学生の頃はフランス映画にも興味を示していた）。
父の助言により、中学・高校は成城学園へ通う。バスケ部に所属していたが、声をかけられて演劇部に転向。中学時代には子役としてテレビドラマに出演し、高校時代は銀巴里などでシャンソンを歌っていた。
桐朋学園大学短期大学部（現在の桐朋学園芸術短期大学）へ進学し、パリへの留学も経験。留学後、安部公房主催のゼミへ参加（主演舞台を観覧に来ていた田中邦衛とは、のちまで交流があったという）。
大学卒業後、劇団四季に所属。一時期、本名で活動していた。
インテリ系の悪役での起用が定番である。
『サタうま!』にたびたびゲスト出演し、「サスペンス理論」と銘打った独自のサイン理論で馬券予想を展開していた。
特技はフランス語、ギター、ゴルフ。
娘も同じ世界に入り、2013年に『インターミッション』で初共演を果たした。
所属事務所は番衆プロなどを経て
2025年3月から、レトルに所属した。

## 出演

### テレビドラマ

#### NHK
- 大河ドラマ
  - 山河燃ゆ（1984年） - 井上少尉
  - 武田信玄（1988年） - 酒井忠次
  - 信長 KING OF ZIPANGU（1992年） - 三好長慶
  - 義経（2005年） - 松殿基房
  - いだてん〜東京オリムピック噺〜（2019年） - 与謝野秀
- 花も実もある（1990年）
- ドラマ新銀河（NHK）
  - ゆっくりおダイエット（1994年）- 福井課長
- 土曜ドラマ
  - 遠い国からの殺人者（1995年） - 柳原警部補
  - 監査法人（2008年） - 「尾張部品」副社長
- 夢暦長崎奉行（1996年） - 青山忠裕
- ルージュ（2001年） - 川瀬部長
- 川、いつか海へ 6つの愛の物語（2003年）
- ハルとナツ 届かなかった手紙（2005年） - 山辺公彦
- 怪奇大作戦 セカンドファイル（2007年） - 秋吉教授
- 連続テレビ小説
  - どんど晴れ（2011年） - 山本信司
- 盤上の向日葵（2019年） - 矢萩充

#### 日本テレビ
- 西遊記（1979年） - 怒羅鬼
- 誇りの報酬（1986年） - 梶山ひさし
- あぶない刑事（1986年）
  - もっとあぶない刑事（1989年） - 尾崎
- ハロー!グッバイ（1989年）
- 華麗なる追跡 THE CHASER（1989年） - ホテルのフロント
- 星の金貨（1995年） - 佐野孝
- ストレートニュース（2000年） - 広岡常務
- 最後の弁護人 第9話（2003年） - 山岸哲司
- ライオン先生（2003年） - 江成謙吾
- すいか（2003年） - 小川部長
- ミス・マープルシリーズ（2005年） - 神保貞夫
- らんぼう（2007年） - 奥田吾郎
- 働きマン（2007年） - 金子部長
- 有閑倶楽部（2007年） - 高千穂哲郎
- 1ポンドの福音（2008年） - 執事・守下
- ヤスコとケンジ（2008年） - 藤野専務
- RESET（2009年）
- 生きてるだけでなんくるないさ（2011年）
- トッカン -特別国税徴収官-（2012年） - 栗本忠幸
- 町医者ジャンボ!!（2013年） - 鯨井社長
- ハクバノ王子サマ 純愛適齢期（2013年） - 原敏夫
- ビンタ!〜弁護士事務員ミノワが愛で解決します〜（2014年） - 遠藤久
- 怪盗探偵 山猫（2016年） - 霧島源一郎
- 遺産相続弁護士 柿崎真一（2016年） - 島田太一
- 火曜サスペンス劇場
  - 愛する妻への遺書（1985年10月） - 速水助
  - エンゲージリング（1986年）
  - 署名のない風景画（1987年） - 笹原
  - スキャンダル（1988年1月）
  - 弁護士・高林鮎子16（1995年） - 萩原刑事部長
  - 正当防衛（1995年10月3日） - 白瀬志郎
  - 女検事・霞夕子6（1995年） - 和久田孝夫
  - 救急指定病院5（1996年） - 小泉事務長
  - 地方記者・立花陽介9（1997年） - 内山刑事
  - 小京都ミステリー20（1997年） - 立花功二
  - 警視庁鑑識班5（1998年） - 長谷川
  - 取調室13（1998年） - 沖圭一郎
  - 松本清張スペシャル・中央流沙（1998年） - 黒川巌
  - 身辺警護9（2001年） - 浜口弁護士
  - 臨床心理士 第3作「母の血色のルビーが招いた密室殺人」（2001年） - 八木沢義弘
  - 箱根湯河原温泉交番3（2005年） - 小山良明

#### TBS
- Gメン'75 第211話「通勤バスから消えたキャリアガール」（1979年） - 山崎宏之
- ウルトラマン80（1980年） - 北川先生
- 水戸黄門
  - 第14部 第5話「三年味噌に賭けた意地 -仙台-」（1983年11月28日） - 喜久次
  - 第25部 第15話「忘れられた格さん -尾道-」（1997年4月7日） - 荻原左馬之介
  - 第26部 第8話「愛する夫は蘭語好き -佐伯-」（1998年4月6日） - 大野九太夫
  - 第28部 第19話「千両箱で町おこし -守口-」（2000年6月12日） - 黒川九郎兵衛
  - 第33部 第1話「将軍を狙った男 -駿府-」（2004年4月12日） - 藤堂伊予守
  - 第36部 第6話「印籠の故郷守る師弟愛 -輪島-」（2006年8月28日） - 塚本典膳
  - 第37部 第14話「大食い男の恩返し -盛岡-」（2007年7月9日） - 久米監物
  - 第39部 第20話「り子の想いを繋ぐ天の橋立 -宮津-」（2009年3月9日） - 速水藤兵衛
  - 第43部 第5話「女スリがさがした秘密 -三島-」（2011年8月1日） - 鷲山平五郎
- うちの子にかぎって…（1985年）
- となりの女（1986年）
- ママはアイドル（1987年）
- 忠臣蔵 (1990年のテレビドラマ)（1990年） - 神崎則休
- 卒業（1990年）
- 家族の物語（1993年） - 西河純一役
- HOTEL 第3シリーズ 第8話「にせベルガール」（1994年） - 花輪
- 女の言い分（1994年）
- 人間・失格〜たとえばぼくが死んだら（1994年） - 羽柴教頭
- 天城越え（1998年）
- 聖者の行進（1998年） - 町田和夫
- 悪魔の手毬唄（1998年） - 仁礼朝彦 役
- 大岡越前 第15部 第26話「帰って来た友情」（1999年） - 長尾伴内
- オヤジぃ。（2000年） - 国東裕治
- ヨイショの男（2002年） - 野村部長
- 真夜中の雨（2002年） - 板東重行
- ホットマン（2003年） - 菅原
- ブラックジャックによろしく（2003年） - 大久保
- ケータイ刑事 銭形愛（2003年） - 明智秀光
- ドールハウス (2004年のテレビドラマ)（2004年） - 広瀬管理官
- ママは女医さん（2004年） - 皆川和之
- あいくるしい（2005年） - 矢口院長
- 涙そうそう この愛に生きて（2005年） - 村上直人
- 輪舞曲（2006年） - エノキダ
- 特命!刑事どん亀（2006年） - 塚口渉
- 恋する日曜日（2006年） - 楯野一郎
- おいしいプロポーズ（2006年） - 浅倉ミチルの父
- 恋する日曜日 ニュータイプ（2006年）
- 華麗なる一族（2007年） - 石川正治
- 三代目のヨメ!（2008年） - 榎本
- オルトロスの犬（2009年） - 碧井武
- ランナウェイ〜愛する君のために（2011年） - 蔵元宗太の父
- ハンチョウ〜警視庁安積班〜（2012年） - 鶴来陽一
- 宮部みゆきミステリー パーフェクト・ブルー（2012年） - 森末幸司
- クロコーチ（2013年） - 畑山肇
- SAKURA〜事件を聞く女〜（2014年） - 大山達夫
- 99.9-刑事専門弁護士-（2016年） - 十条武雄
- 月曜ドラマスペシャル
  - 刑事ガンさんシリーズ1（1992年） - 巴啓介
  - 検視官江夏冬子2（1998年） - 今西達朗
  - 万引きGメン・二階堂雪3（1999年） - 宗像治夫
- 月曜ミステリー劇場
  - 名探偵キャサリン12（2002年） - 松永文弘
  - 自治会長・糸井緋芽子社宅の事件簿5（2004年） - 金村亮
- 月曜ゴールデン
  - 浅見光彦シリーズ29（2011年） - 菊池武明
  - 財務捜査官 雨宮瑠璃子7（2012年） - 漆原正康
  - 警視庁南平班〜七人の刑事〜6（2013年） - 深井典男
  - 北海道警察4（2015年） - 藤堂欣也
- 月曜名作劇場
  - 警視庁岡部班（2017年） - 滝沢武彦

#### フジテレビ
- 時代劇スペシャル 江戸の大騒動（1982年）（中丸 信 名義)
- 早春スケッチブック（1983年）
- 教師びんびん物語（1989年）
- 夏の嵐 (1989年のテレビドラマ)（1989年） - 三原課長
- 過ぎし日のセレナーデ（1989年） - 山口昌史
- あいつがトラブル（1989年）
- 日本一のカッ飛び男（1990年）
- 世にも奇妙な物語
  - 「私じゃない」（1991年）
  - 「受験生」（1991年） - 池田講師
  - 「ベビーシッター」（1991年）
- もう誰も愛さない（1991年）
- 裸の大将
  - 第48話「二人の清と婆ちゃんと」（1991年） - 先生
  - 第60話「清の鼻から八女提灯」（1993年） - 小谷雅彦
- ひとつ屋根の下（1993年） - 熊沢慎二
- 振り返れば奴がいる（1993年） - 宇崎秘書
- 古畑任三郎
  - Season1 第6話「ピアノ・レッスン」（1994年） - 川合健
  - Season2 第1話「しゃべりすぎた男」（1996年） - 検事[5]
- 正義は勝つ（1995年） - 松浦道雄
- 踊る大捜査線（1997年） - 東京拘置所所長
- ギフト（1997年） - 大川支店長
- 髪結い伊三次（1999年） - 芳蔵
- ナオミ（1999年） - 細田
- アフリカの夜（1999年） - 警視庁捜査課長
- TEAM (テレビドラマ)（1999年） - 野村圭一
- 危険な関係（1999年） - 大沢刑事
- 御家人斬九郎
  - 第4シリーズ 第4話「恋文」（1999年） - 旅人
  - 第5シリーズ 第5話「ゆうれい長屋」（2002年） - 桜井頼母
- バスストップ（2000年） - 坂田靖夫
- HERO（2000年） - 高城課長
- さよなら、小津先生（2001年） - 松沢孝正
- 救命病棟24時（2001年） - 咲坂医局長
- カバチタレ!（2001年） - 第3話・魅せる紳士（露出狂）役、第11話・小原春奈の父 （※一人二役）
- 忠臣蔵1/47（2001年） - 村上庄左衛門
- ショムニ（2002年）
- ロング・ラブレター〜漂流教室〜（2002年） - 若原述之
- ナースのお仕事（2002年） - 宮本清治
- 恋愛偏差値（2002年） - 矢部正隆
- ランチの女王（2002年） - 最後の客
- 怪談百物語（2002年） - 平左衛門
- 太閤記 サルと呼ばれた男（2003年） - 今川義元
- ビギナー（2003年） - 古井弁護士
- 徳川綱吉 イヌと呼ばれた男（2004年） - 間部詮房
- 離婚弁護士（2004年） - 唐沢医師
- アットホーム・ダッド（2004年）
- 優しい時間（2005年）
- 不機嫌なジーン（2005年） - 白石健一の父
- Ns'あおい（2006年） - 久野理事
- 小早川伸木の恋（2006年） - 調停委員・深沢
- サプリ（2006年）
- 今週、妻が浮気します（2007年） - 三枝修造
- 大韓航空機爆破事件から20年 金賢姫を捕らえた男たち 〜封印された3日間〜（2007年） - 蜂谷真一（金勝一）
- ハチミツとクローバー（2008年）
- あしたの、喜多善男〜世界一不運な男の、奇跡の11日間〜（2008年） - 宇野教授
- モンスターペアレント（2008年） - 千川代議士
- 千の風になって ドラマスペシャル（2008年） - 宇都純忠
- セレブと貧乏太郎（2008年） - 神田理事長
- カイドク〜都市伝説の暗号ミステリー〜（2009年） - 嘉山邦弘
- 任侠ヘルパー（2009年）
- 不毛地帯（2009年） - 竹村勝
- 泣かないと決めた日（2010年） - 秋元利一
- 天使の代理人 （2010年） - 辻沢道雄
- パーフェクト・リポート（2010年） - 滝田俊之
- 遅咲きのヒマワリ〜ボクの人生、リニューアル〜（2012年） - 岡島篤
- 鍵のかかった部屋（2012年） - 久永篤二
- ガリレオ（2013年） - 小島太一
- 海の上の診療所（2013年） - 中澤典夫
- SMOKING GUN〜決定的証拠〜（2014年） - 大川正義
- リスクの神様（2015年） - 進藤栄作
- フラジャイル（2016年） - 岡崎副院長
- キャリア〜掟破りの警察署長〜（2016年） - 桐島幹彦
- 絶対零度（2018年） - 小松原忠司
- アバランチ（2021年） - 神崎龍臣
- 土曜プレミアム
  - 神戸新聞の7日間（2010年）
  - 地下鉄サリン事件 15年目の闘い〜あの日、霞ヶ関で何が起こったのか〜（2010年）
- 金曜エンタテイメント
  - OL三人旅シリーズ2（1991年） - 野木幸弘
  - 浅見光彦シリーズ5（1997年） - 杉岡警部
  - サラリーマン刑事（1999年） - 藤森課長
  - 音の犯罪捜査官・響奈津子7（2005年） - 鯉沼平蔵
- 金曜プレステージ
  - 探偵倶楽部（2010年） - 山口代議士
  - いじわるばあさん3（2011年）
  - 警部補・佐々木丈太郎3（2011年） - 水森研造
  - 浅見光彦シリーズ41（2011年） - 三輪昭二
  - ヤバい検事 矢場健〜ヤバケンの暴走捜査〜2（2013年） - 立川吾郎

#### テレビ朝日
- 俺はあばれはっちゃく 第41話「正義のワナだ㋪作戦」（1979年、国際放映） - 中村五郎

- 走れ!熱血刑事 第23話「おかしなおかしな目撃者」（1981年、勝プロ） - 北川たけし
- 大戦隊ゴーグルファイブ 第41話「変身パパの大冒険」（1982年） - 高山忠男（変身パパ）
- 特捜最前線
  - 第200話「ローマ→パリ縦断捜査！」（1981年）
  - 第200話「ローマ→パリ縦断捜査II！」（1981年）
  - 第304話「炎の女瓢湖からのたずね人！」（1983年）
  - 第305話「炎の女II哀切の雪まつり！」（1983年）

- 西部警察 PART-II 第4話「殺しのキーワード」（1982年、石原プロ） - 研究者
- ニュードキュメンタリードラマ昭和 松本清張事件にせまる 第2回「東京ローズは誰か」（1984年）
- 人妻捜査官 第16話「疑惑!?幼な妻が捨てた赤ん坊」（1984年、ABC制作）
- 私鉄沿線97分署 第34話「ラストダンスで一発逆転!!」（1985年） - 村沢ユウジ
- ザ・ハングマン（ABC製作）
  - ザ・ハングマン4 第20話「麻薬女優と大学教授の恋がハメられる!」（1985年） - ワイドショーレポーター
  - ザ・ハングマン6 第4話「リモコンナイフで首筋を襲え!」（1987年）
- 七人の女弁護士 第1シリーズ 第3話「古都金沢・加賀友禅殺人事件 罠に落ちた人妻」（1991年）
- はぐれ刑事純情派
  - （1991年） - 河口警部補
  - （1991年） - 青沼安彦
  - 第17シリーズ（2004年） - 浅井雄一郎
- 必殺仕事人・激突! 第2話「大久保彦左衛門のたらい」（1991年） - 剣持兵庫
- ホテルドクター（1993年） - 南英司
- 外科医柊又三郎（1995年） - 佐藤秘書
- 暴れん坊将軍
  - 吉宗評判記 暴れん坊将軍 第71話 ｢日本一の名づけ親｣  (1979年) - 吾助
  - 暴れん坊将軍VIII 第2話「狙われた新妻 殺意を呼ぶ過去」（1997年） - 郡司大和守
  - 暴れん坊将軍IX 第16話「大奥の改革 上様、お恨みいたします!」（1999年） - 岩城兵庫頭
  - 暴れん坊将軍X 第2話「怪盗紅あざみ参上! 御金蔵破りを手伝った吉宗」（2000年） - 日下部外記
  - 暴れん坊将軍XI（2001年） - 江戸城天守番頭・片山将監
- ふたり（1997年） - 長谷部義郎
- はみだし刑事情熱系
  - 第1シリーズ（1997年） - 村上祐一
  - 第4シリーズ（1999年） - 柿田警部
- サイバー美少女テロメア（1998年） - 門倉清之助
- トリック（2000年） - 伊藤公安（きみやす）公安課長
- 科捜研の女
  - （2001年） - 小此木弘樹副本部長
  - （2015年） - 志賀清二
  - （2018年） - 西浦瑞穂
- 眠れぬ夜を抱いて（2002年） - 牛島年秋
- 八丁堀の七人 第4シリーズ（2003年） - 筧十内
- 流転の王妃・最後の皇弟（2003年） - 竹田宮恒徳王
- 電池が切れるまで（2004年） - 三上隆
- ダムド・ファイル（2004年） - 喫茶店マスター・黒沢
- 相棒
  - Season 3（2005年） - 武龍一
  - Season11（2012年） - 佐久間勉
  - Season14（2016年） - 成田祐二
- おばあさんの反乱（2005年） - 秋山
- 名奉行! 大岡越前（2006年） - 五郎蔵
- 7人の女弁護士（2006年） - 片山啓吾
- 家族〜妻の不在・夫の存在〜（2006年） - 深沢専務
- 八州廻り桑山十兵衛〜捕物控ぶらり旅（2007年） - 権兵衛
- 京都地検の女（2007年） - 千葉昇
- 女刑事みずき〜京都洛西署物語〜（2007年） - 渋谷宏明
- 特命係長 只野仁（3rdシーズン）（2007年） - 大垣龍三
- わるいやつら（2007年） - 検察官
- さくら署の女たち（2007年） - 長坂尚登
- ロト6で3億2千万円当てた男（2008年、ABC制作）
- 小児救命（2008年） - 藤尾忠志
- エンゼルバンク-ドラゴン桜外伝-（2010年） - 中島文雄
- サラリーマン金太郎2（2010年） - 藤城
- ナサケの女〜国税局査察官〜 第4話（2010年） - 宮部
- 告発〜国選弁護人 第4話（2011年） - 元刑事・米沢
- 悪党〜重犯罪捜査班（2011年） - 大滝常男
- Dr.伊良部一郎（2011年）
- ドラマスペシャル 警視庁失踪人捜査課（2011年） - 尾花参事官
- ドクターX〜外科医・大門未知子〜（2012年） - 本多忠
- スペシャリスト（2013年 - ） - 日暮勇輔
- DOCTORS〜最強の名医〜 第2シリーズ（2013年） - 梅沢忠彦
- 死神くん（2014年） - 田中洋介
- 出入禁止の女〜事件記者クロガネ〜（2015年） - 高城信三
- 最後の証人（2015年） - 西脇聡
- 京都人情捜査ファイル（2015年） - 倉澤誠一
- 必殺仕事人2015（2015年） - 江田島兼良
- 刑事7人（2016年） - 小田六郎
- 就活家族〜きっと、うまくいく〜（2017年） - 的場英喜
- 特殊犯罪課・花島渉1（2017年） - 篠原規男
- 警部補・碓氷弘一（2017年） - 木佐貫保
- アリバイ崩し承ります（2020年） - 綿貫哲治
- 逃亡者 (2020年のテレビドラマ)（2020年） - 青木陽一
- 土曜ワイド劇場
  - 松本清張の熱い空気（1983年） - 大津
  - 家政婦は見た!6（1986年） - 清水史郎
  - タクシードライバーの推理日誌（1995年） - 上原公三郎
  - 法医学教室の事件ファイル（1996年） - 山部寛治
  - 車椅子の弁護士・水島威（1997年） - 鈴木
  - 江戸ッ子探偵殺人案内1（1997年） - 片岡恒夫
  - おばはん刑事!流石姫子（1999年） - 狩野常雄
  - 女請負人（2000年） - 野島
  - 相棒 Pre Season3（2001年） - 今井貞一
  - 京都マル秘仕事人3（2002年） - 田所康祐
  - 変装捜査官・麻生ゆき（2004年） - 羽柴耕造
  - 事件 (テレビ朝日のテレビドラマ)11（2004年） - 正岡茂
  - 西村京太郎トラベルミステリー（2004年 - 2005年） - 阿部警部
  - 交渉人 (小説)（2005年） - 小出伸明
  - ハラハラ刑事2（2005年） - 中丸隆弘
  - 新聞記者 鶴巻吾郎の事件簿（2008年） - 折原徹郎
  - 検事・朝日奈耀子（2010年） - 米山辰也
  - 炎の警備隊長・五十嵐杜夫9（2011年） - 仙道孝夫
  - 温泉 (秘) 大作戦10（2011年） - 大川龍太郎
  - 法医学教室の事件ファイル35（2012年） - 藤堂神父
  - 警視庁・捜査一課長〜ヒラから成り上がった最強の刑事3（2014年） - 遠藤幸夫
  - 臨場する女 捜査検事 雨音香（2016年） - 稲村士郎
- 日曜ワイド
  - おかしな刑事16（2017年） - 峯岸保
  - 庶務行員 多加賀主水が許さない（2017年） - 権藤幾太郎

#### テレビ東京
- 大江戸捜査網 第608話「八丁堀情話 夫よ許して!」（1983年） - 直次郎
- 月曜・女のサスペンス「記憶の復讐・盲目の少女が崩す完全犯罪」（1990年）
- 智恵子抄（1994年）
- かりゆし先生ちばる!（2009年） - 金城憲司
- 僕らプレイボーイズ 熟年探偵社（2015年） - 中西健一
- 女と愛とミステリー
  - 特捜刑事・遠山怜子（2004年） - 牧原英明
- 水曜ミステリー9
  - 刑事吉永誠一 涙の事件簿8（2011年） - 新海平八
  - 街占師 〜北白川晶子の事件占い〜2（2012年） - 財原寛司
  - みちのく麺食い記者 宮沢賢一郎3（2014年） - 久部昭徳
  - 監察医・篠宮葉月 死体は語る15（2014年） - 富山孝作
  - 刑事の証明8（2014年） - 元村忠勝
- 月曜プレミア8
  - 越境捜査（2020年） - 香川義博

#### TOKYO MX
- ＃ハッシュタグ (2018年2月13日 - 3月6日） - 保

#### WOWOW
- 推定有罪（2012年） - 森本宏信
- 撃てない警官（2016年） - 辻裕之

### 映画
- 白衣縄地獄、日活ロマンポルノ
- 花芯の刺青　熟れた壷（1976年、日活）- 尾形ヒデオ 役 ※中丸信 名義
- 野性の証明（1978年）※中丸信名義
- トラブルマン 笑うと殺すゾ（1979年） - 水守営業部員
- バックが大好き（1981年）※中丸信名義
- 密猟妻奥のうずき（1981年）※中丸信名義
- 団鬼六　女美容師縄飼育（1981年）※中丸信名義
- 南極物語（1983年） - 長谷川隊員
- 猟色（1983年） - 外科医・高坂
- 文学賞殺人事件 大いなる助走（1989年） - 賀茂正樹
- 家なき子（1994年） - 悪徳医師
- うなぎ（1997年） - 山下恵美子の不倫相手
- あぶない刑事フォーエヴァー THE MOVIE（1998年） - 田代
- サラリーマン金太郎（1999年） - 石黒
- Rodeo Drive ロデオドライブ（2003年） - ヤクザの親分
- 茶々 天涯の貴妃（2007年） - 長宗我部盛親
- GEIDAI-CINEMA #4「cage」（2010年）（主演）
- BRAVE HEARTS 海猿（2012年） - 坂井貴之
- ぼくが処刑される未来（2012年）
- ガール（2012年） - 小坂容子の父
- インターミッション（2013年） - 映画館の観客 ※娘の中丸シオンと共演
- プラチナデータ （2013年）
- チーム・バチスタFINAL ケルベロスの肖像（2014年） - 船橋直樹
- HERO（2015年） - 高城部長
- 民暴（2016年1月30日） - 大江市役所土木計画課課長 ノガミ ※友情出演
- ひだまりが聴こえる（2017年6月24日） - 森本保 役
- ふまじめ通信（2023年） - フジオ役[6]

### ネット配信
- ホットママ（2021年3月19日 - 、Amazonプライム・ビデオ）

### 舞台
- ミュージカル坂本龍馬（1989年） - グラバー 役
- ミュージカル オズの魔法使い（1992年） - ブリキマン 役
- 洒落男たち〜モダンボーイズ〜（1994年） - 佐藤文雄 役
- ミュージカル サクラ大戦－花咲く乙女－（1998年） - 米田一基 役
- 巴里花組特別ミニライブショウ（2001年） - 迫水典通 役
- HIKOBAE（2012年）
- レ・ミゼラブル〜惨めなる人々〜（2022年5月） - ミリエル司教 役[7]
- レ・ミゼラブル〜惨めなる人々〜（2023年7月） - ミリエル司教 役[8]
- ブラック・ジャック漫劇!! 手塚治虫 第5巻 The Fusion of Comics & Theater（2024年）[9]
- 荒木町ラプソディー（2024年6月）[10]
- Les Misérables（2025年） - ミリエル司教 役[11][12]

### OVA
- サクラ大戦 エコール・ド・巴里（2003年） - 迫水典通 役
- サクラ大戦 ル・ヌーヴォー・巴里（2004年） - 迫水典通 役

### ゲーム
- サクラ大戦3 〜巴里は燃えているか〜（2001年） - 迫水典通 役
- サクラ大戦物語 〜ミステリアス巴里〜（2004年） - 迫水典通 役

### 吹き替え
- 美女と野獣（1992年） - ル・フウ 役[1]

### バラエティ
- サタうま!（関西テレビ、定番ゲスト）
- 土曜スペシャル（テレビ東京）
- クイズ!脳ベルSHOW

## ディスコグラフィー

### シングル
- 愛の翳り 日本アート・シアター・ギルド映画 変奏曲挿入歌 監督中平康